# ميانخرة (خورموج)
ميانخرة (بالفارسية: میانخره) هي قرية تقع في إيران في قسم خورموج الريفي. يقدر عدد سكانها بـ 161 نسمة بحسب إحصاء 2016.